# Condado de Bristol (Rhode Island)
El condado de Bristol (en inglés: Bristol County) fundado en 1685 es un condado en el estado estadounidense de Rhode Island Massachusetts tiene un condado de Bristol también. En el 2000 el condado tenía una población de 50,648 habitantes. La sede del condado es Bristol.

## Geografía
Según la Oficina del Censo, el condado tiene un área total de 117 km² (45,2 mi²), de la cual 65 km² (25,1 mi²) es tierra y 52 km² (20,1 mi²) (44.80%) es agua.

### Pueblos

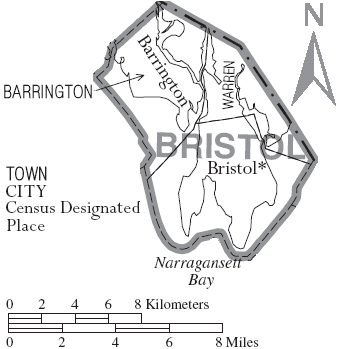
Mapa del Condado de Bristol mostrando ciudades, pueblos y DPs.

- Barrington
- Bristol
- Warren

## Demografía
Según el censo en 2000, hubo 50,648 personas, 19,033 hogares, y 13,361 familias residiendo en el condado. La densidad poblacional era de 2,052 personas por milla cuadrada (792/km²). En el 2000 había 19,881 unidades unifamiliares en una densidad de 311 km² (120,1 mi²). La demografía del condado era de 96.81% blancos, 0.69% afroamericanos, 0.16% amerindios, 1% asiáticos, 0.03% isleños del Pacífico, 0.3% de otras razas y 1.01% de dos o más razas. 1.13% de la población era de origen hispano o latino de cualquier raza. 85.4% de la población hablaba inglés, 10.4% portugués y 1.3% español en casa como lengua materna. Siendo junto con el condado de Bristol, Massachusetts los dos condados con más personas que hablan portugués como lengua materna.
La renta per cápita promedia del condado era de $50,737, y el ingreso promedio para una familia era de $63,114. En 2000 los hombres tenían un ingreso per cápita de $41,902 versus $28,985 para las mujeres. El ingreso per cápita para el condado era de $26,503 y el 6.30% de la población estaba bajo el umbral de pobreza nacional.